# Saint-Sauveur (Somma)
Saint-Sauveur – miejscowość i gmina we Francji, w regionie Hauts-de-France, w departamencie Somma.
Według danych na rok 1990 gminę zamieszkiwało 1557 osób, a gęstość zaludnienia wynosiła 172 osoby/km² (wśród 2293 gmin Pikardii Saint-Sauveur plasuje się na 176. miejscu pod względem liczby ludności, natomiast pod względem powierzchni na miejscu 527.).